# Nieve falsa

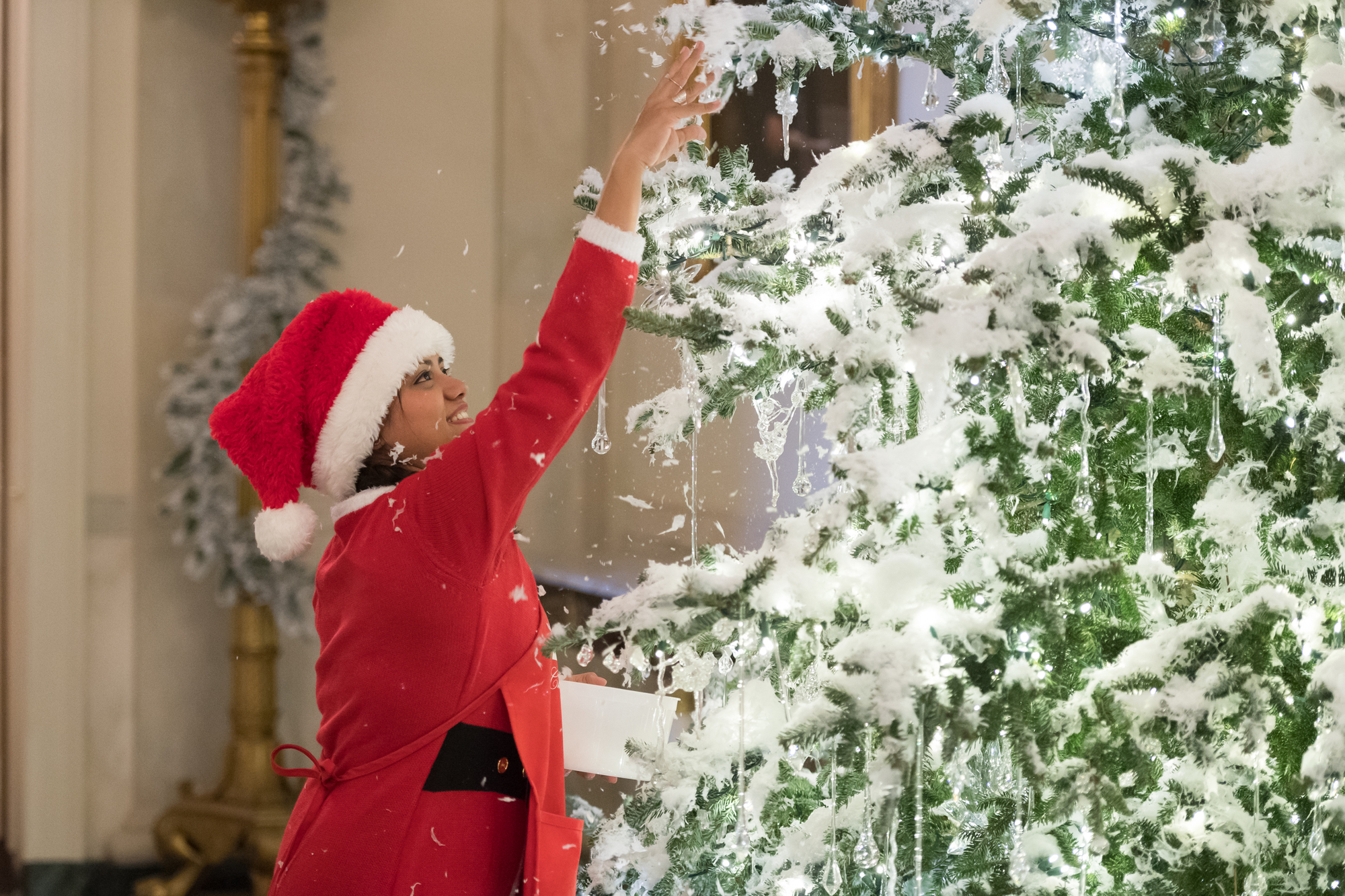
Un voluntario de decoración arroja nieve falsa sobre un árbol de Navidad en la Casa Blanca.

La nieve falsa es cualquier producto que simule el aspecto y la textura de la nieve, sin estar hecho de agua cristalina congelada.
La nieve falsa se ha fabricado con muchos materiales. A principios del siglo XX, la nieve decorativa se fabricaba a veces con copos de bórax e incluso con amoniaco.
Antes de que se conocieran los peligros del amianto, esta sustancia se vendía para decorar los árboles de Navidad. También se utilizó para simular la nieve en películas, como El mago de Oz y Ciudadano Kane.
La nieve falsa también se vende en botes de spray que pueden aplicarse en ventanas y escaparates.

## Películas y teatro

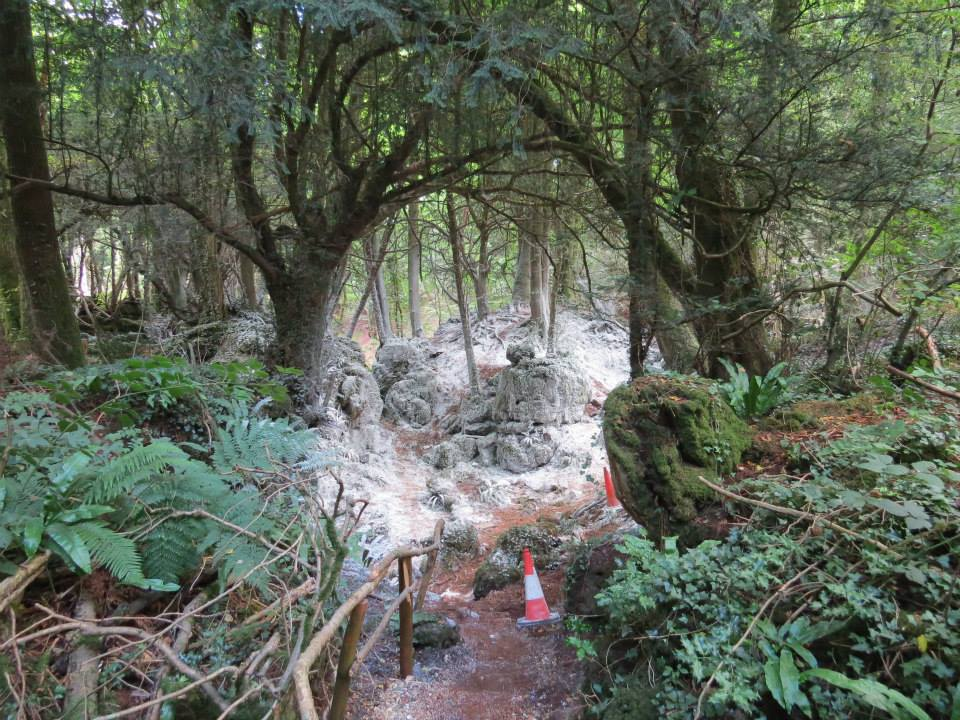
Nieve artificial en un lugar de rodaje del especial de Navidad de Doctor Who 2013

Cuando se necesitan decorados con aspecto de nieve, se utilizan plumas, algodón, papel, cereales y copos de patata. Para reducir el problema de la limpieza, muchos teatros utilizan "generadores de nieve" que crean burbujas blancas jabonosas que desaparecen al cabo de poco tiempo.  Un proceso similar se ha utilizado en estudios cinematográficos y platós; un ejemplo muy conocido es It's a Wonderful Life (Qué bello es vivir).
Para las escenas cinematográficas en exteriores que necesitaban grandes cantidades de nieve falsa, la sal era una opción barata, pero perjudicial para el suelo y las plantas. A menudo se ha utilizado yeso y copos de cereales blanqueados o pintados; una alternativa menos ruidosa es el papel, que se tritura y esparce con máquinas especialmente construidas para ello.
Las nuevas tecnologías han creado nieve falsa biodegradable y respetuosa con el medio ambiente, fabricada con ingredientes de calidad alimentaria que se disuelven con la lluvia sin dejar residuos. La celulosa y otros tipos dejan residuos nocivos cuando se mojan.
|                  |
| Máquina de nieve |

|                             |
| Máquina de nieve en ruedas. |

|                                      |
| Lata de aerosol de nieve artificial. |